# Antonio Genato
Antonio Genato, né le 9 juin 1929 et mort le 22 novembre 2023 à Quezon City, est un joueur philippin de basket-ball de la deuxième moitié du XXe siècle.

## Palmarès
- Médaille de bronze du championnat du monde 1954
- Médaille d'or des Jeux asiatiques de 1954